# Sid Barras
Sidney „Sid“ Barras (* 3. April 1948 in Middlesbrough) ist ein ehemaliger englischer Radrennfahrer.

## Sportliche Laufbahn
Sid Barras war Profi-Rennfahrer von 1970 bis 1987. In dieser Zeit errang er rund 380 Siege, die meisten bei Rennen in Großbritannien. 1977 gewann er die Tour of Scotland. 1970 und 1977 siegte er im längsten britischen Eintagesrennen London to Holyhead. 
1979 wurde er Britischer Meister im Straßenrennen und im Kriterium, dreimal gewann er das Tom Simpson Memorial. Er startete mehrfach bei den UCI-Weltmeisterschaften im Straßenrennen für die britische Nationalmannschaft, beendete die Rennen jedoch nur zweimal. Sein bestes Ergebnis dabei erreichte er 1972 im französischen Gap mit dem 24. Platz.
2008 wurde Barras Britischer Meister der über 50-Jährigen. Im selben Jahr wurde er Dritter der Masters-Straßen-Weltmeisterschaften in St. Johann in Tirol (59 bis 61 Jahre).

## Berufliches
Nach Beendigung seiner aktiven Radsportkarriere war Sid Barras als Sportlicher Leiter tätig. 

## Ehrungen
2009 wurde er in die British Cycling Hall of Fame aufgenommen.